# Ada Bittenbender
Ada Bittenbender (3 de setembre del 1848 - 15 de desembre del 1925) fou una advocada i activista feminista; fou la primera dona que exercí davant la Cort Suprema de Nebraska i la tercera dona davant la Cort Suprema dels Estats Units.

## Primers anys
Ada Matilda Cole nasqué a Asylum (Pennsilvània) el 3 d'agost del 1848. El 1869, es llicencià en el Col·legi Comercial de Binghamton (Nova York), i el 1875, en l'Escola Normal de Pennsilvània. Després d'ensenyar durant un any, assistí a l'Institut Normal de Froebel i després hi treballà durant un any. També ho feu com a directora a l'escola de Pennsilvània.
El 9 d'agost del 1878 es casà amb l'advocat Henry Clay Bittenbender. La parella es traslladà a Osceola (Nebraska). Mentre estudiava dret, ella edità el Record, l'únic diari del Polk County, comtat de Polk. Més tard, publicà el primer diari de Farmers' Alliance de Nebraska, dedicat al moviment per la Temprança, la moralitat i la política republicana. Els Bittenbender també reorganitzaren l'Associació Agrícola del Comtat de Polk, on Ada feu de secretària, tresorera, oradora, i representant del 1881 en l'aplec anual de la Junta Estatal d'Agricultura, la primera dona que ocupà aquest paper.
Quan es creà l'Associació del Sufragi Femení de Nebraska al 1881, Ada Bittenbender fou elegida secretària, i treballà amb altres persones per a assegurar la presentació d'una esmena del sufragi femení a la constitució de l'estat al 1881. En la primera convenció de sufragi després de la presentació, fou una de les tres oradores de la campanya, i en la següent en fou elegida presidenta.

## Carrera
El 1882, Ada aprovà l'examen de la sucursal de Nebraska, i en fou la primera dona admesa. Juntament amb el seu marit, era sòcia del bufet d'advocats H.C. & Ada M. Bittenbender, obert a Lincoln al desembre del 1882.
Ada era una advocada reeixida: guanyà tots els casos que va presentar davant la Cort Suprema de Nebraska. Fou admesa en la Cort de Districte dels Estats Units per al districte de Nebraska. Mentre exercia l'advocacia, Ada treballà com a defensora legislativa per a l'aprovació d'un projecte de llei d'instrucció de la temprança científica, un projecte de llei que restringia la venda de tabac a menors, i una altra que dona a la mare el mateix estatus de tutora que al pare. També ajudà a crear una llar per a dones i xiquetes, i una escola industrial, totes dues instituïdes per la legislatura de Nebraska.
Al 1888, en el Consell Internacional de Dones realitzat a Washington, DC, feu un discurs titulat «Les dones en la llei». També representà la Unió Cristiana de Dones per la Temprança a Washington, DC, durant molts anys, i n'arribà a ser l'advocada nacional per una reforma legislativa sobre la temprança i l'avanç i protecció de les dones. En aquest càrrec, redactà la Guia Nacional d'Esmenes Prohibitives, un document que promovia una esmena federal sobre la prohibició.
Al 1888, Ada exercí en la Cort Suprema dels Estats Units i fou triada per a la Unió Internacional de les Dones Cristianes per la Temprança. Al 1891, Ada fou nomenada jutgessa de la Cort Suprema de Nebraska.
Va escriure un capítol, "Women in Law" en Woman's Work in America al 1891. També publicà Tedos and Tisod: A Temperance Story.

## Darrers anys
En els darrers anys, Ada s'enretirà del dret i es dedicà als estudis filosòfics. Va morir a la casa de sa germana a Lincoln (Nebraska), el 15 de desembre del 1925.